# Bitwa na wzgórzu Tarqui
Bitwa na wzgórzu Tarqui – starcie zbrojne, które miało miejsce 27 lutego 1829 w trakcie wojny kolumbijsko-peruwiańskiej 1828–1829.
W roku 1822 doszło do zatargu peruwiańsko-kolumbijskiego o portowe miasto Guayaquil, zajęte przez wojska Simóna Bolívara. W roku 1828 korzystając z niestabilnej sytuacji w Kolumbii, prezydent Peru generał José de La Mar na czele 8 000 ludzi zajął miasto. W roku 1829 dowódcą kolumbijskich sił zbrojnych mianowano marszałka Antonio José de Sucre, który na czele 4 000 ludzi wyruszył z Quito w kierunku wybrzeża. Dnia 27 lutego na wzgórzu Tarqui w pobliżu miasta Cuenca Kolumbijczycy starli się z dwukrotnie liczniejszą armią La Mara. Bitwa była zacięta i mimo wysokich strat przyniosła zwycięstwo generałowi Sucre. La Mar skapitulował, po czym wycofał się do Guayaquil. Tutaj w wyniku buntu żołnierzy prezydent został wkrótce obalony i wygnany z kraju. Większość żołnierzy peruwiańskich powróciła do swoich domów. 